# Матилан
«Матилан» (ивр. יחידת מתיל"ן‎) — подразделения специального назначения пограничной стражи Израиля (МАГАВ). «МАТИЛАН» — аббревиатура на иврите, означающая «разведка, наблюдение, перехват и боевые действия». Созданы в 1996 году, существовало 4 подразделения, действовавших в разных районах вдоль зеленой линии. Последнее подразделение, действовавшее в районе Иерусалима («Матилан Отеф Йерушалаим»), расформировано в 2011 году, функции подразделения переданы ЯМАС.
Основными задачами являлись борьба с террористической и криминальной деятельностью путём организации засад, предотвращение нарушения границы между Израилем и Палестинской автономией с использованием высокотехнологичного оборудования и специально подготовленных собак, сбор информации в пользу других подразделений МАГАВ.
Подразделение воссоздано в 2017 году в рамках Тактической Бригады Магава.